# Schnellfahrstrecke León–Asturias
Wesentliche Informationen fehlen (Länge, Spurbreite usw.), Streckenband und Anschlussverbindungen fehlen. ※Lantus 12:45, 20. Okt. 2021 (CEST)
|  | Dieser Artikel wurde aufgrund von akuten inhaltlichen oder formalen Mängeln auf der Qualitätssicherungsseite des Portals Bahn eingetragen. Bitte hilf mit, die Mängel dieses Artikels zu beseitigen, und beteilige dich bitte an der Diskussion. Artikel, die nicht signifikant verbessert werden, können gelöscht werden. |

| Spurweite: | 1668 mm Leon–La Robla, Pola de Lena–Gijon und Pajares-Tunnel auch 1435 mm |                                     |                                     |
| Stromsystem: | Leon–La Robla, Pola de Lena–Gijon: 3kV =                                  |                                     |                                     |
| Stromsystem: | Pajares-Tunnel: 25 kV, 50 Hz ~                                            |                                     |                                     |
| Streckengeschwindigkeit: | 350 km/h                                                                  |                                     |                                     |
| Zugbeeinflussung: | ASFA, ETCS                                                                |                                     |                                     |
| Zweigleisigkeit: | ja                                                                        |                                     |                                     |
| |                                                                           |                                     |                                     |
| Variante de Parajes |                                                                           |                                     |                                     |
| |                                                                           |                                     |                                     |
| \| \| \| von León \| \| \| \| \| La Seca \| \| \| \| 0,0 \| nach Gijón \| nach Gijón \| \| \| 2,1 \| Ollero-Viadukt (152 m) \| Ollero-Viadukt (152 m) \| \| \| 2,3 \| Castro-Tunnel (493 m) \| Castro-Tunnel (493 m) \| \| \| 2,8 \| La Robla \| La Robla \| \| \| 4,3 \| Alba-Tunnel (1.132 m) \| Alba-Tunnel (1.132 m) \| \| \| 5,5 \| Alba-Viadukt (269 m; León–Gijón) \| Alba-Viadukt (269 m; León–Gijón) \| \| \| 6,2 \| Peredilla-Tunnel (711 m) \| Peredilla-Tunnel (711 m) \| \| \| 7,0 \| Buen-Suceso-Tunnel 1 (736 m) \| Buen-Suceso-Tunnel 1 (736 m) \| \| \| 7,8 \| Buen-Suceso-Tunnel 2 (251 m) \| Buen-Suceso-Tunnel 2 (251 m) \| \| \| 8,1 \| Huergas-Viadukt (396 m; Gijón–León) \| Huergas-Viadukt (396 m; Gijón–León) \| \| \| 8,5 \| Nocedo-de-Gordon-Tunnel (701 m) \| Nocedo-de-Gordon-Tunnel (701 m) \| \| \| 9,7 \| Pajares-Tunnel (24.648 m) \| Pajares-Tunnel (24.648 m) \| \| \| 34,3 \| \| \| \| \| 34,4 \| Huerna-Viadukt (40 m) \| Huerna-Viadukt (40 m) \| \| \| 34,4–38,2 \| Pontones-Tunnel (3.769 m) \| Pontones-Tunnel (3.769 m) \| \| \| 38,2 \| Jomezana-Viadukt (59 m) \| Jomezana-Viadukt (59 m) \| \| \| 38,3–40,3 \| Jomezana-Tunnel (2.030 m) \| Jomezana-Tunnel (2.030 m) \| \| \| 40,4 \| San-Blas-Viadukt (160 m) \| San-Blas-Viadukt (160 m) \| \| \| 40,5–41,5 \| Sotiello-Tunnel (980 m) \| Sotiello-Tunnel (980 m) \| \| \| 41,6 \| Sotiello-Viadukt (134 m) \| Sotiello-Viadukt (134 m) \| \| \| 41,7–42,4 \| Teso-Tunnel (840 m) \| Teso-Tunnel (840 m) \| \| \| 42,6 \| Teso-Viadukt (350 m) \| Teso-Viadukt (350 m) \| \| \| 43,4 \| Campomanes (Umspuranlage) \| Campomanes (Umspuranlage) \| \| \| 44,4 \| Campomanes-Viadukt Anm. (95 m) \| Campomanes-Viadukt Anm. (95 m) \| \| \| 44,8–47,3 \| Vega-de-Ciego-Tunnel (2.465 m) \| Vega-de-Ciego-Tunnel (2.465 m) \| \| \| 47,6 \| Foraca-Viadukt (70 m) \| Foraca-Viadukt (70 m) \| \| \| 47,6 \| Pico-de-Siero-Tunnel (1.646 m) \| Pico-de-Siero-Tunnel (1.646 m) \| \| \| 49,8 \| von León \| von León \| \| \| \| Pola de Lena \| \| \| \| \| nach Gijón \| \| \| \| \| \| \| \| Anm. Der Betriebsbahnhof Campomanes liegt auch auf dem Campomanes-Viadukt.[1] \| \| \| \| |                                                                           |                                     |                                     |
| Strecke |                                                                           | von León                            | von León                            |
| ehemaliger Haltepunkt / Haltestelle |                                                                           | La Seca                             | La Seca                             |
| Abzweig geradeaus und nach rechts | 0,0                                                                       | nach Gijón                          | nach Gijón                          |
| Brücke | 2,1                                                                       | Ollero-Viadukt (152 m)              | Ollero-Viadukt (152 m)              |
| Tunnel | 2,3                                                                       | Castro-Tunnel (493 m)               | Castro-Tunnel (493 m)               |
| Dienststation / Betriebs- oder Güterbahnhof | 2,8                                                                       | La Robla                            | La Robla                            |
| Tunnel | 4,3                                                                       | Alba-Tunnel (1.132 m)               | Alba-Tunnel (1.132 m)               |
| Kreuzung geradeaus oben | 5,5                                                                       | Alba-Viadukt (269 m; León–Gijón)    | Alba-Viadukt (269 m; León–Gijón)    |
| Tunnel | 6,2                                                                       | Peredilla-Tunnel (711 m)            | Peredilla-Tunnel (711 m)            |
| Tunnel | 7,0                                                                       | Buen-Suceso-Tunnel 1 (736 m)        | Buen-Suceso-Tunnel 1 (736 m)        |
| Tunnel | 7,8                                                                       | Buen-Suceso-Tunnel 2 (251 m)        | Buen-Suceso-Tunnel 2 (251 m)        |
| Kreuzung geradeaus oben | 8,1                                                                       | Huergas-Viadukt (396 m; Gijón–León) | Huergas-Viadukt (396 m; Gijón–León) |
| Tunnel | 8,5                                                                       | Nocedo-de-Gordon-Tunnel (701 m)     | Nocedo-de-Gordon-Tunnel (701 m)     |
| Tunnelanfang | 9,7                                                                       | Pajares-Tunnel (24.648 m)           | Pajares-Tunnel (24.648 m)           |
| Tunnelende | 34,3                                                                      |                                     |                                     |
| Brücke über Wasserlauf | 34,4                                                                      | Huerna-Viadukt (40 m)               | Huerna-Viadukt (40 m)               |
| Tunnel | 34,4–38,2                                                                 | Pontones-Tunnel (3.769 m)           | Pontones-Tunnel (3.769 m)           |
| Brücke | 38,2                                                                      | Jomezana-Viadukt (59 m)             | Jomezana-Viadukt (59 m)             |
| Tunnel | 38,3–40,3                                                                 | Jomezana-Tunnel (2.030 m)           | Jomezana-Tunnel (2.030 m)           |
| Brücke | 40,4                                                                      | San-Blas-Viadukt (160 m)            | San-Blas-Viadukt (160 m)            |
| Tunnel | 40,5–41,5                                                                 | Sotiello-Tunnel (980 m)             | Sotiello-Tunnel (980 m)             |
| Brücke | 41,6                                                                      | Sotiello-Viadukt (134 m)            | Sotiello-Viadukt (134 m)            |
| Tunnel | 41,7–42,4                                                                 | Teso-Tunnel (840 m)                 | Teso-Tunnel (840 m)                 |
| Brücke | 42,6                                                                      | Teso-Viadukt (350 m)                | Teso-Viadukt (350 m)                |
| Dienststation / Betriebs- oder Güterbahnhof | 43,4                                                                      | Campomanes (Umspuranlage)           | Campomanes (Umspuranlage)           |
| Brücke | 44,4                                                                      | Campomanes-Viadukt Anm. (95 m)      | Campomanes-Viadukt Anm. (95 m)      |
| Tunnel | 44,8–47,3                                                                 | Vega-de-Ciego-Tunnel (2.465 m)      | Vega-de-Ciego-Tunnel (2.465 m)      |
| Brücke | 47,6                                                                      | Foraca-Viadukt (70 m)               | Foraca-Viadukt (70 m)               |
| Tunnel | 47,6                                                                      | Pico-de-Siero-Tunnel (1.646 m)      | Pico-de-Siero-Tunnel (1.646 m)      |
| Abzweig geradeaus und von rechts | 49,8                                                                      | von León                            | von León                            |
| Bahnhof |                                                                           | Pola de Lena                        | Pola de Lena                        |
| Strecke |                                                                           | nach Gijón                          | nach Gijón                          |
| |                                                                           |                                     |                                     |
| Anm. Der Betriebsbahnhof Campomanes liegt auch auf dem Campomanes-Viadukt. |                                                                           |                                     |                                     |

Die Schnellfahrstrecke León–Asturias ist eine Eisenbahn-Schnellfahrstrecke in Spanien. Der erste Bauabschnitt mit dem Pajares-Tunnel wurde Ende 2023 in Betrieb genommen. Die Strecke verbindet die nordspanische Stadt León (Kastilien und León) mit Oviedo und Gijon in Asturien.
Sie verlängert die Schnellfahrstrecke Madrid–Valladolid und die Schnellfahrstrecke Valladolid–Venta de Baños–Palencia–León.
In den Abschnitten León–La Robla (zweigleisig) sowie Pola de Lena (Gemeinde Lena)–Oviedo–Gijón (weitgehend eingleisig) werden die breitspurigen Gleise der Altbaustrecke León–Oviedo–Gijón verwendet unter teilweiser Modernisierung. Die Strecke ist dort mit 3 kV Gleichspannung elektrifiziert. Die Modernisierungsmaßnahmen umfassen unter anderem eine Gleissanierung des Abschnitts Gijón–Laviana für 30 Millionen Euro und die Modernisierung der 12 Umspannwerke für 17 Millionen Euro. Weitergehende Neubauten werden untersucht.
Der Abschnitt La Robla–Pola de Lena führt durch den neugebauten Pajares-Tunnel, der zunächst über zwei Breitspurgleise sowie eine für Regelspurfahrzeuge benötigte dritte Schiene im östlichen Gleis verfügen wird. Damit entfällt die zeitaufwendige Fahrt über die eingleisige Passstrecke.
Im September 2021 erfolgten erste Testfahrten auf der Tunnelstrecke. Die Inbetriebnahme erfolgte Ende 2023. Die Streckenhöchstgeschwindigkeit liegt bei 350 km/h, die jedoch vorerst betrieblich nicht ausgenutzt werden kann. Es wurde eine Fahrzeitverkürzung von zuvor 3 Stunden 15 Minuten um 40 bis 45 Minuten erwartet. Die Fahrzeit von Madrid nach Gijon verkürzt sich damit von 5 Stunden 15 Minuten auf etwa 4 Stunden 30 Minuten.

## Geschichte
Die Baukosten betrugen für die Neubaustrecke mindestens 3,716 Milliarden Euro. Neben der Zugbeeinflussung ASFA (Maximalgeschwindigkeit 200 km/h) kommt das European Rail Traffic Management System zum Einsatz, wodurch die Geschwindigkeit auf 250 km/h erhöht werden kann.